# Diana Ortizová
Diana Carolina Ortizová Flórezová (* 5. března 1987) je bývalá venezuelská zápasnice – judistka.

## Sportovní kariéra
Připravovala se v univerzitním sportovním klubu UCLA v Barquisimetu ve státě Lara pod vedením Edgarda Gómeze. V širším výběru venezuelské ženské reprezentace se pohybovala od roku 2005 v superlehké váze do 48 kg. Od roku 2009 jako reprezentační jednička. V roce 2012 se na olympijské hry v Londýně nekvalifikovala. V roce 2015 ukončila sezonu kvůli mateřským povinnostem. K vrcholovému sportu se nevrátila. Žije na předměstí Barquisimeta v Cabudare.

## Výsledky
| Turnaj                  | 2009            | 2010            | 2011            | 2012            | 2013            | 2014            |
| Turnaj                  | 22              | 23              | 24              | 25              | 26              | 27              |
| Turnaj                  | superlehká váha | superlehká váha | superlehká váha | superlehká váha | superlehká váha | superlehká váha |
| ----------------------- | --------------- | --------------- | --------------- | --------------- | --------------- | --------------- |
| Olympijské hry          |                 |                 |                 | —               |                 |                 |
| Mistrovství světa       | úč.             | —               | —               |                 | —               | úč.             |
| Panamerické hry         |                 |                 | —               |                 |                 |                 |
| Panamerické mistrovství | —               | 7.              | úč.             | —               | —               | 7.              |
| Jihoamerické hry        |                 | —               |                 |                 |                 | 5.              |
| Středoamerické a k. hry |                 | úč.             |                 |                 |                 | 3.              |
| Bolívarské hry          | 2.              |                 |                 |                 | —               |                 |